# Dreifaltigkeitskirche (Hostinné)

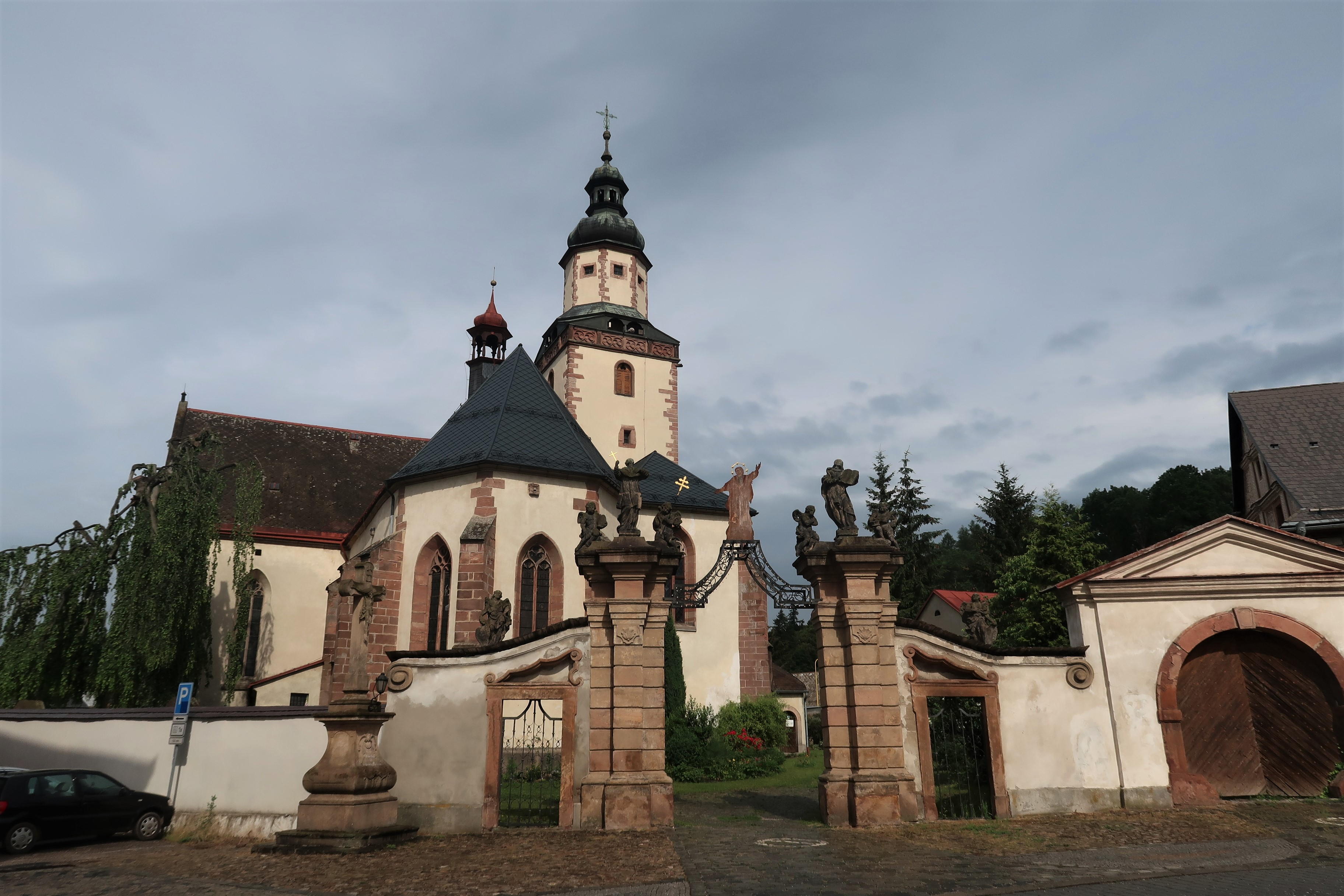
Dekanatskirche Hostinné (Arbau)

Die römisch-katholische Dreifaltigkeitskirche in Hostinné im Okres Trutnov in Tschechien gilt als eine der schönsten Ostböhmens. Sie wird auch als Dekanatskirche bezeichnet.

## Geschichte
Nach 1260 entstand die erste gotische Kirche. Von dieser Kirche stammt der untere Teil von Turm und Chor. Eine weitere Bauepoche fiel in das 15. Jahrhundert. Nach einem Blitzschlag 1599 brannte die Kirche aus, so dass der heutige Bau im Wesentlichen aus der darauffolgenden Zeit stammt, als Georg von Waldstein Herr über den Ort war. Der Chor wurde 1552, das Langhaus 1572 vollendet. 1597 brannte der Turm und 1610 die Kirche. Hans Christoph von Waldstein ließ beides wieder herrichten.

## Bauwerk

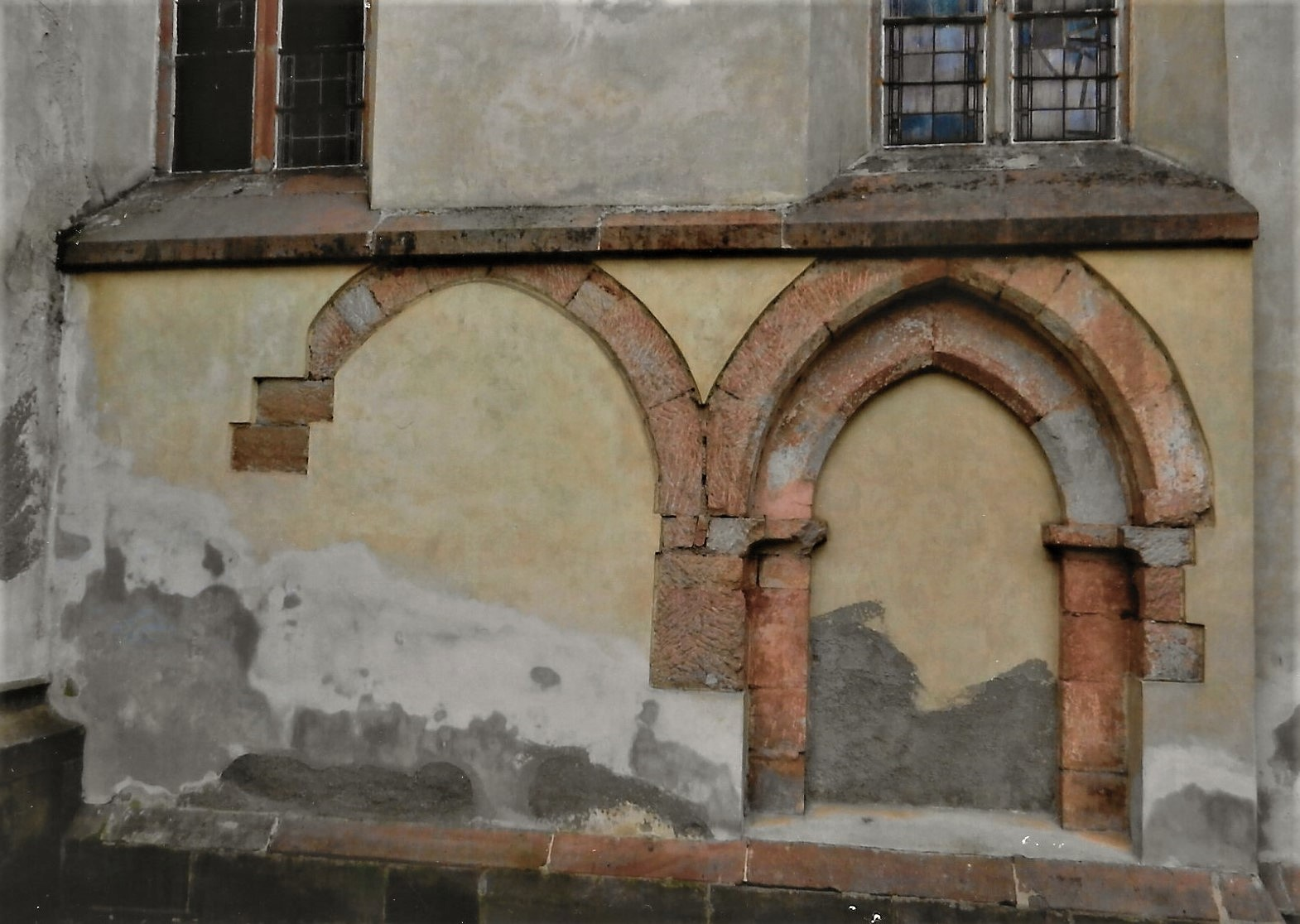
Fragment des Vorgängerbaus der Kirche

Das Gotteshaus besteht aus dem dreischiffigen Langhaus mit weitgespanntem Netzgewölbe, das auf sechs Säulen ruht. Daran schließt sich im Osten der breite Chor mit 3/6 Abschluss an. Der Turm im Norden ist im oberen Bereich achteckig, hat eine Wächterstube, Kuppel und Laterne. Über der Sakristei befindet sich ein Oratorium. Gegen Süden befindet sich eine Vorhalle mit dem sogenannten Heidenstein. Dieser trägt außen ein Kruzifix und das Wappen der Lichtenburger und Hasenburger, innen eine Darstellung mit einfach gemeißelten Figuren.

## Ausstattung
Der Hochaltar mit der hl. Dreifaltigkeit im Stil der Neugotik wurde 1862 aus Lindenholz geschaffen. An der Südseite befinden sich die Ratsstände von 1754. An der Seite des spätgotischen Triumphbogens befinden sich Altäre mit den hll. Johannes und Josef. Zwischen Chor und Schiff ist eine Kanzel von 1612 angebracht, gestützt von den Gestalten Moses und Aaron. An der Decke befinden sich das Wappen der Herren von Arnau. Die Orgel wurde vom Orgelbauer Horak aus Kuttenberg geliefert. Die Joachimskapelle enthält alte Grabplatten u. a. der Herren von Waldstein. Die Sanktusglocke im Dachreiter stammt von 1599, die große Glocke („der Polzen“) mit tschechischem Text und deutschem Bibelspruch von 1611, die Mittelglocke von 1611 hat einen lateinischen Spruch. Zum geschützten Ensemble der Kirche gehören außerdem eine Stützmauer mit eingelassenen Reliefs, ein Kreuzweg und ein reich verziertes Steintor östlich der Kirche.